# Elachistidae
Elachistidae – rodzina małych motyli z nadrodziny Gelechioidea, opisano około 700 gatunków, które zgrupowano w 4 rodzajach.

## Morfologia
Dorosłe osobniki małe, niepozorne, o rozpiętości skrzydeł od 5 do 23 mm. Głowa jest pokryta delikatnymi łuskami, haustellum także pokryte łuskami. Głaszczki wargowe zadarte do góry, niekiedy rozszerzające się ku końcowi. Głaszczki szczękowe niewielkie, jedno- lub dwusegmentowe.
Skrzydła wąskie, lancetowate, użyłkowanie skrzydeł zredukowane, tylne skrzydła kanciaste, zakończone długimi łuskami. Ubarwienie często kryptyczne; na skrzydłach często pojawiają się białe lub ciemniejsze plamki lub paski, występuje także ubarwienie strukturalne.
Męskie genitalia są symetryczne.

## Występowanie
Występują na całym świecie, zwłaszcza w krainie palearktycznej, poza Antarktyką. W państwie holarktycznym występuje około 500 gatunków. Przedstawiciele trzech z czterech rodzajów występują w Australii (148 gatunków).

## Tryb życia
Larwy minujące liście lub łodygi zazwyczaj roślin jednoliściennych, zwłaszcza traw z rodziny wiechlinowatych, a także sitowatych i ciborowatych oraz innych.
Owady dorosłe przeważnie aktywne o zmierzchu lub nocą, zdarzają się gatunki dzienne.

## Systematyka
Jako pierwszy klasyfikacją Elachistidae zajmował się Henry Tibbats Stainton w 1849 roku. Ścisłe wydzielenie rodziny zostało wypracowane niezależnie przez Augusta Buscka w 1909 roku oraz przez Thomasa de Greya, 6. barona Walsingham w tymże roku. Monofiletyzm rodziny był domniemywany przez długi czas. Wykazano związki tej rodziny z podrodziną Depressariinae oraz z rodziną Elachistidae.
Rodzina należy do nadrodziny Gelechioidea (Tineina). Opisano około 700 do 723 gatunków z tej rodziny. Wyróżniono dwie podrodziny: Elachistinae oraz Perittiinae (lub 4 plemiona: Elachistini, Mendesiini, Perittiini, Stephensiini) oraz cztery rodzaje (w latach 90. XX wieku wyróżniano 42 rodzaje i siedem plemion). Najwięcej gatunków należy do rodzaju Elachista, którego gatunkiem typowym jest Elachista scutellata. Podział na rodzaje (za: Kaila & Sugisima 2011):
- Elachista(inne języki)
- Perittia(inne języki)
- Stephensia(inne języki)
- Urodeta(inne języki)[8]

## Galeria

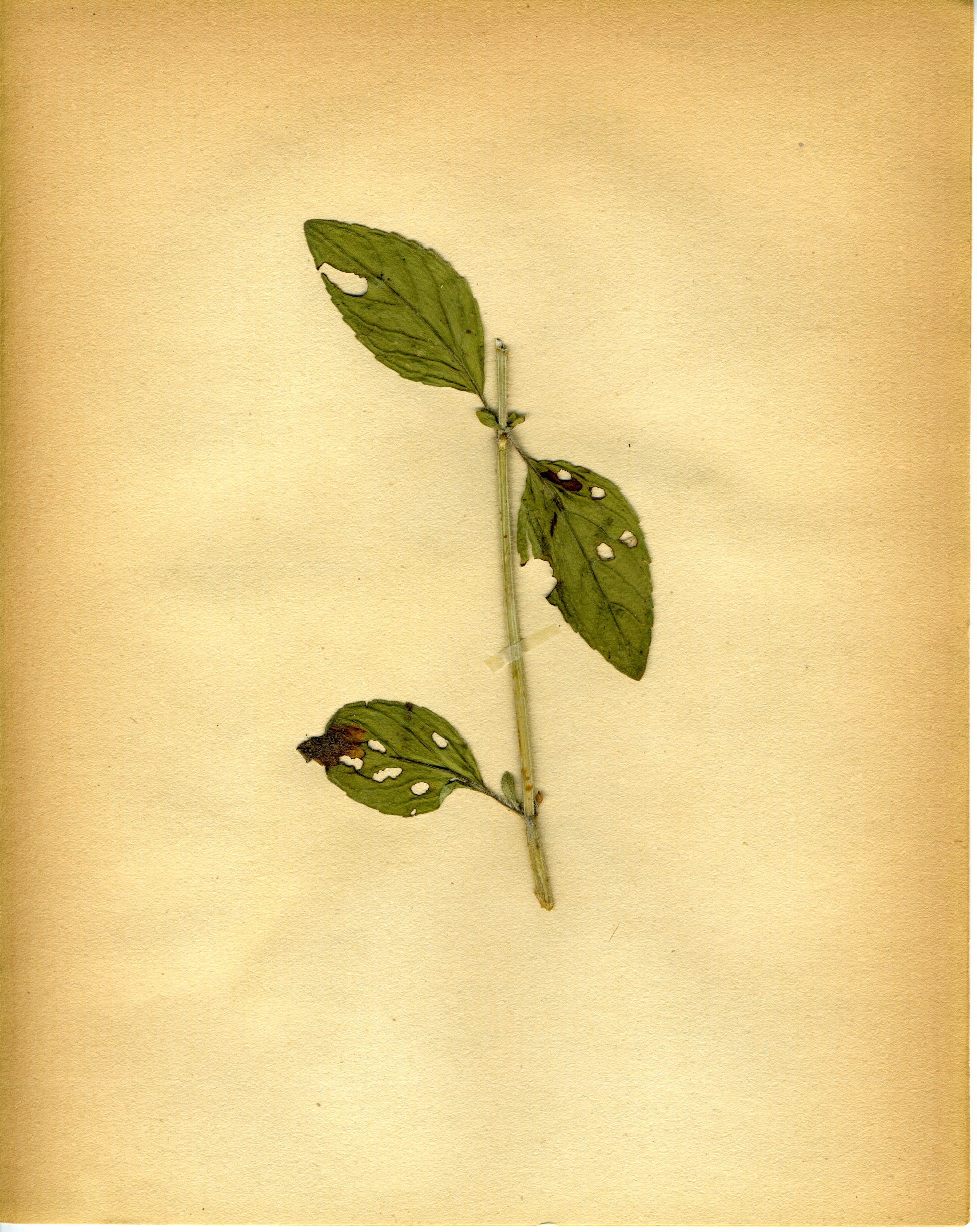
Miny Stephensia brunnichiella
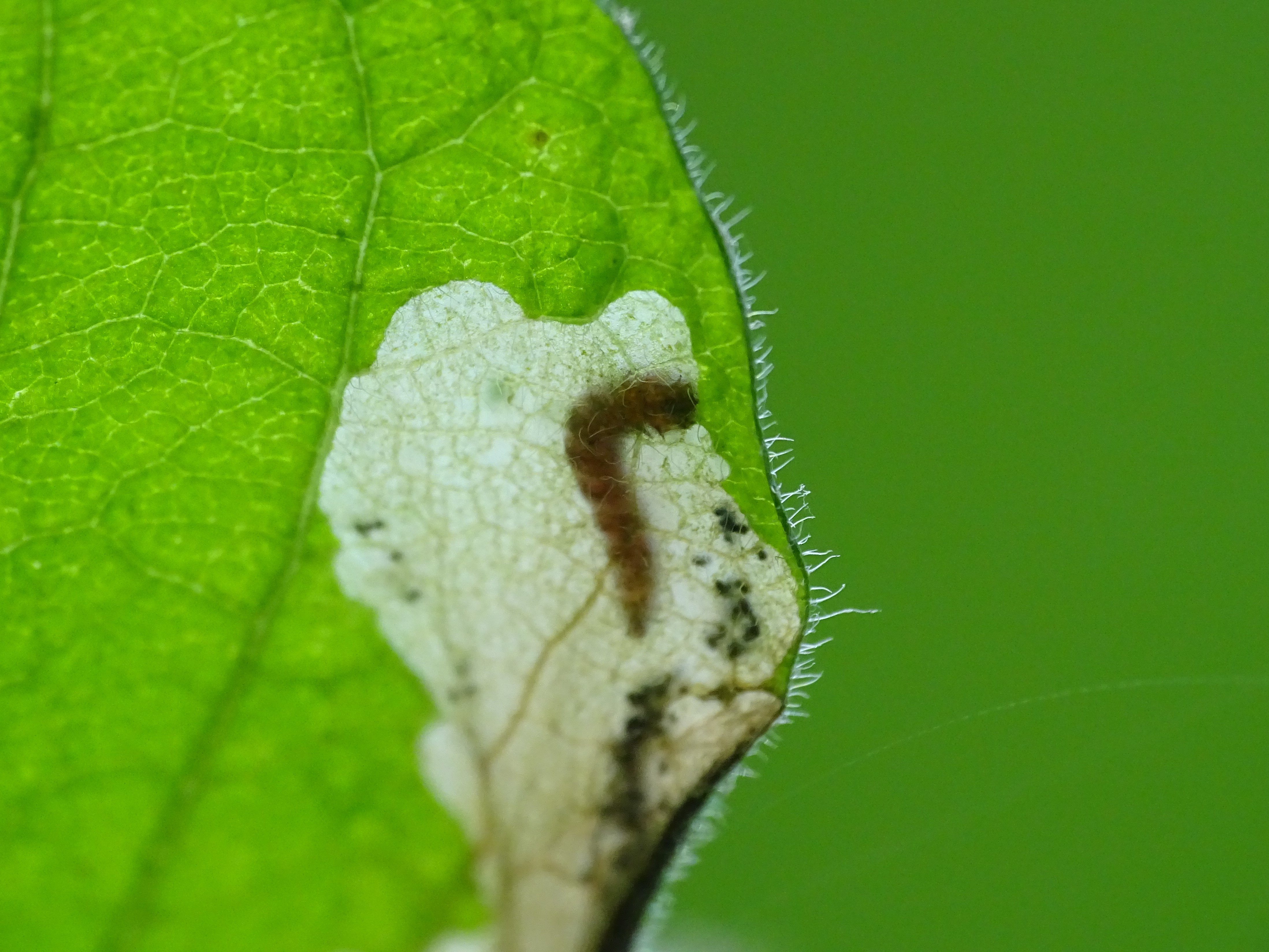
Gąsienica minująca Perittia herrichiella
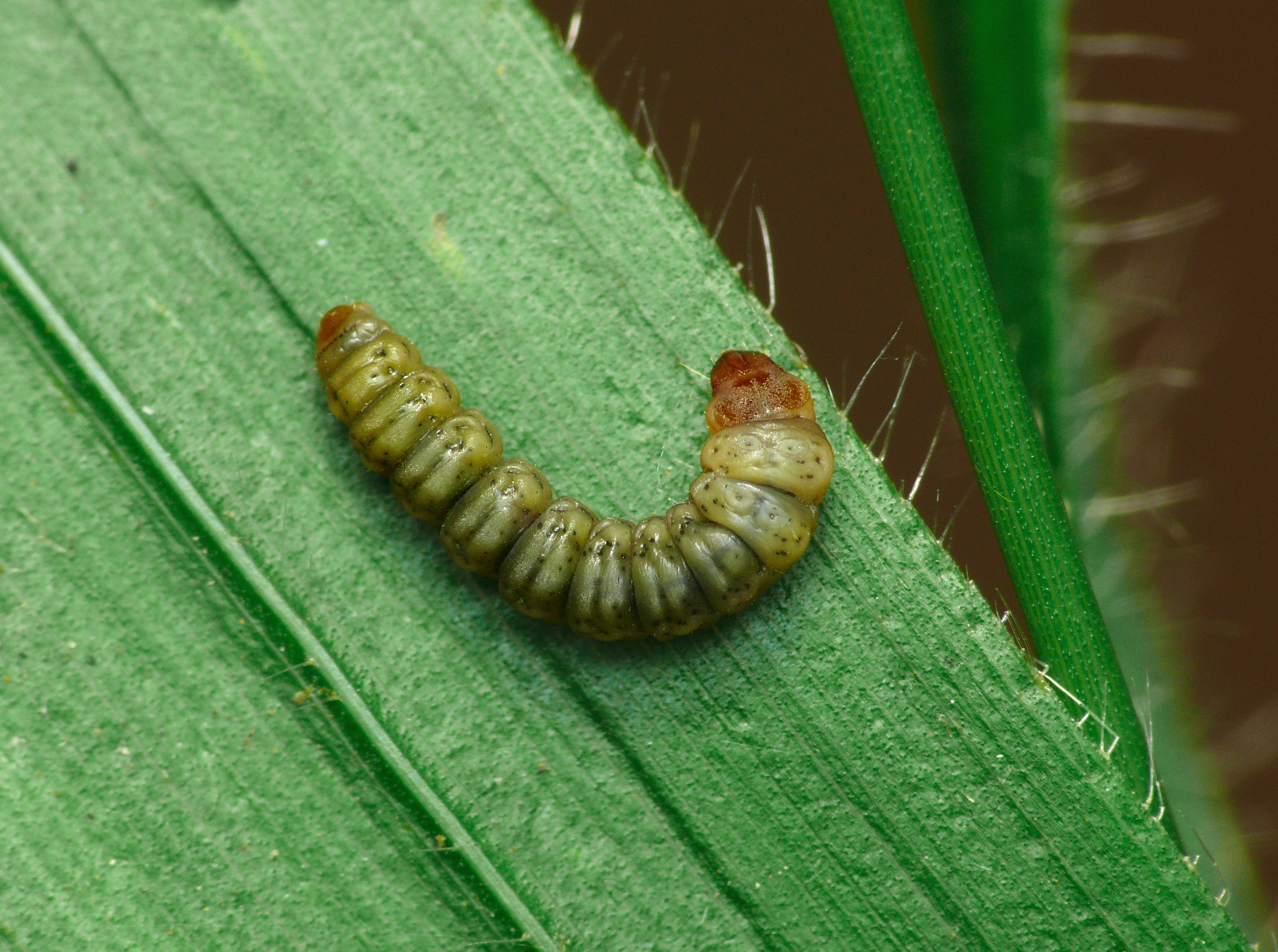
Gąsienica Elachista gangabella
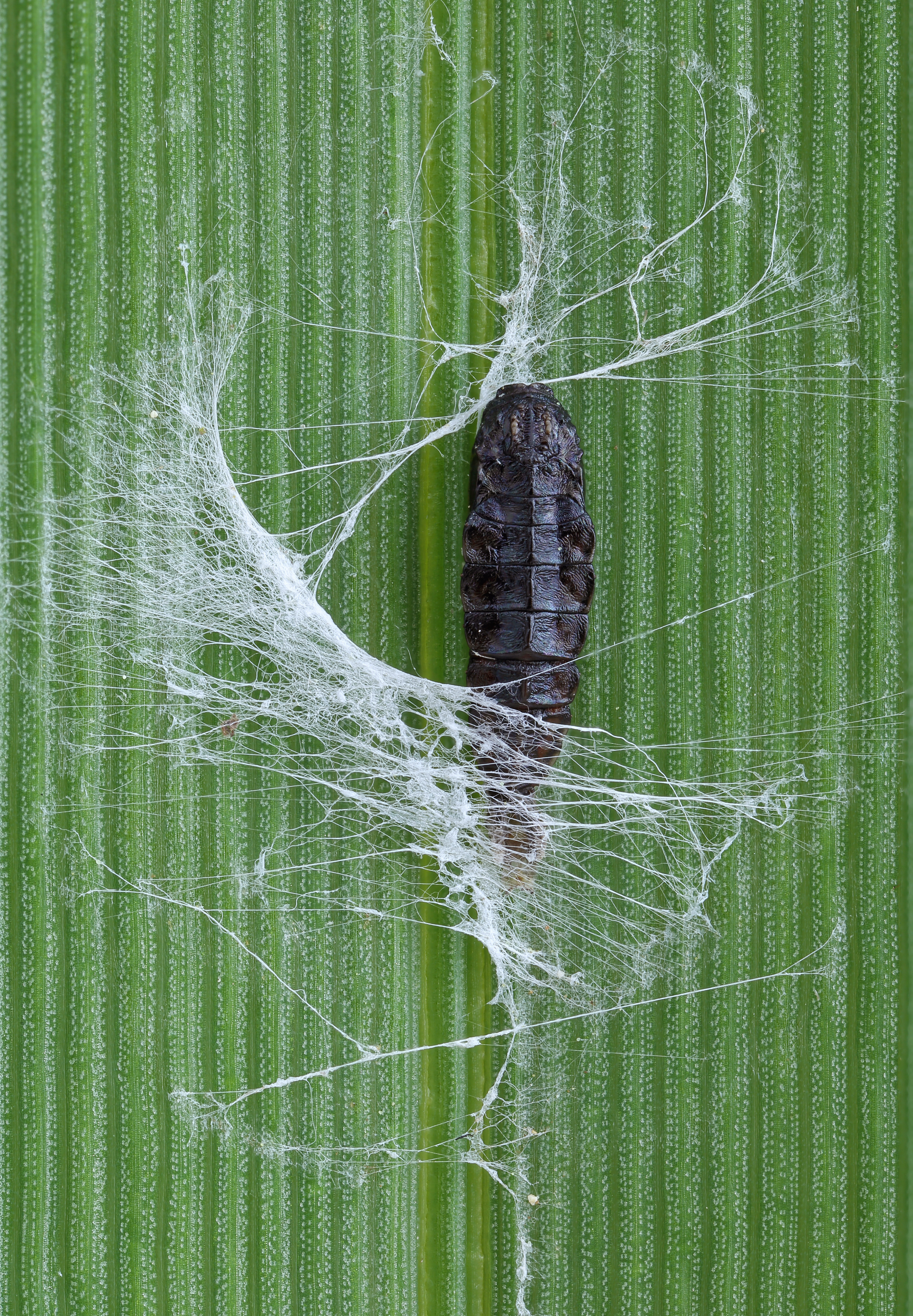
Poczwarka Elachista poae
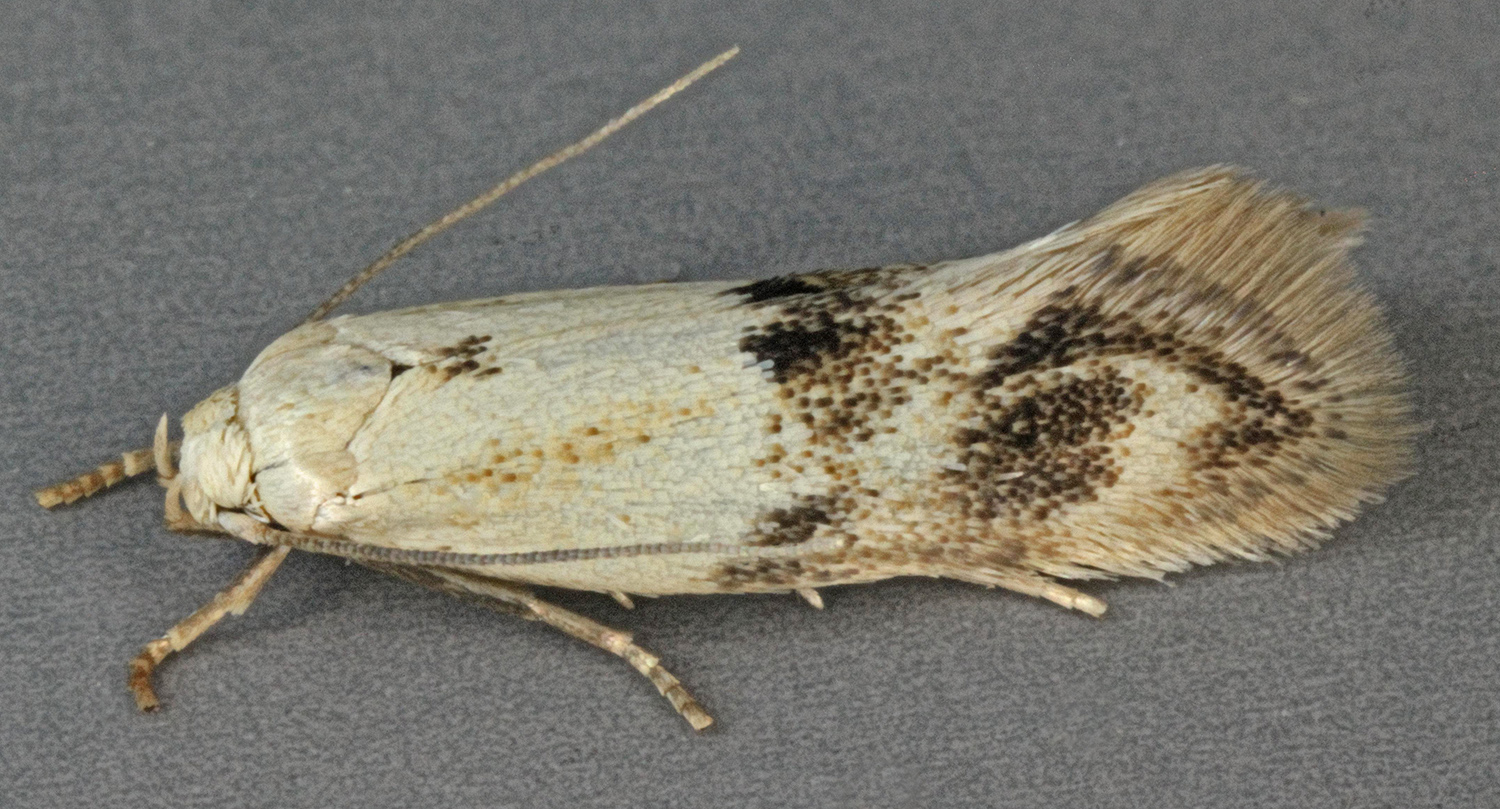
Imago Elachista maculicerusella
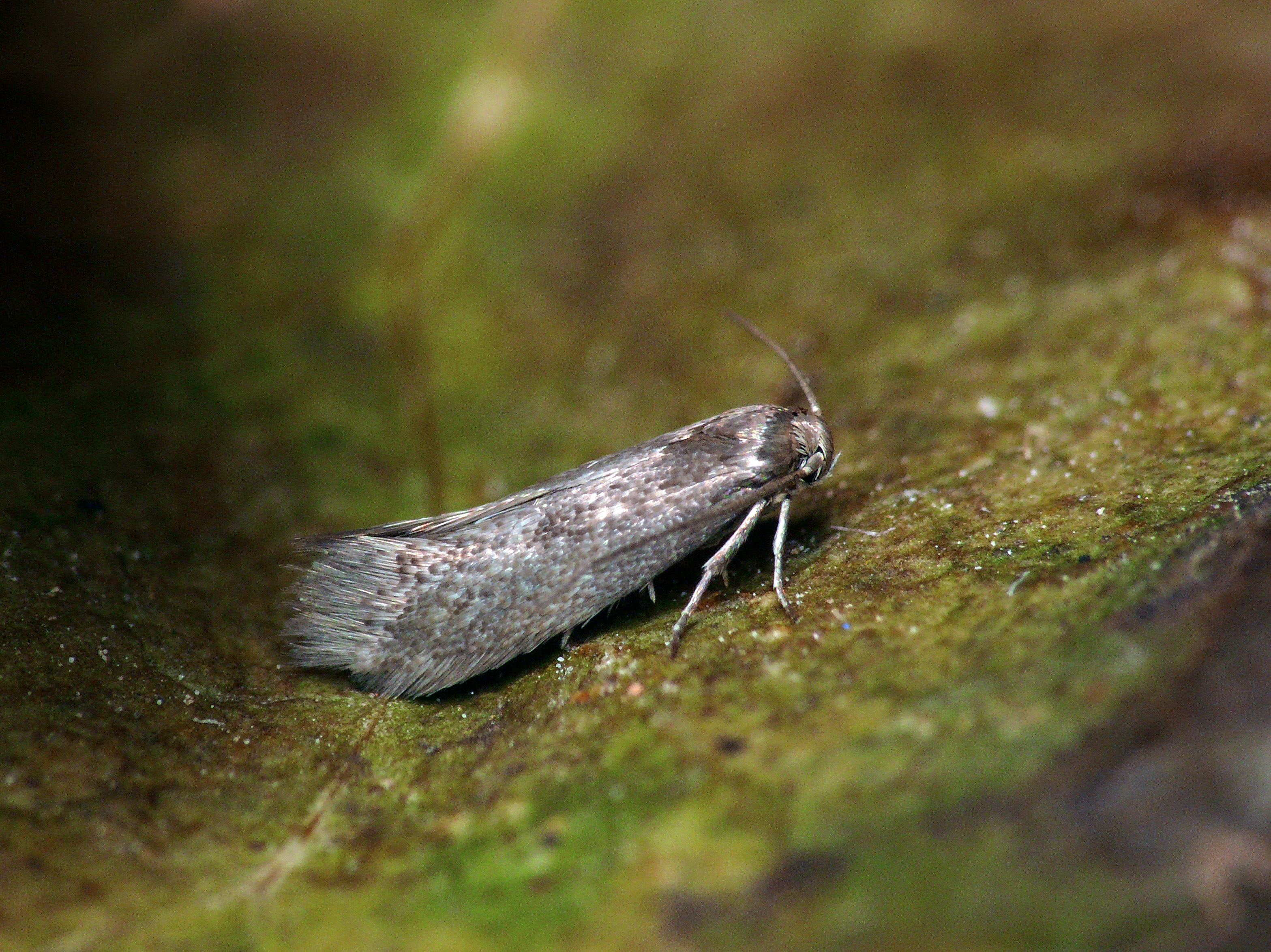
Imago Perittia obscurepunctella
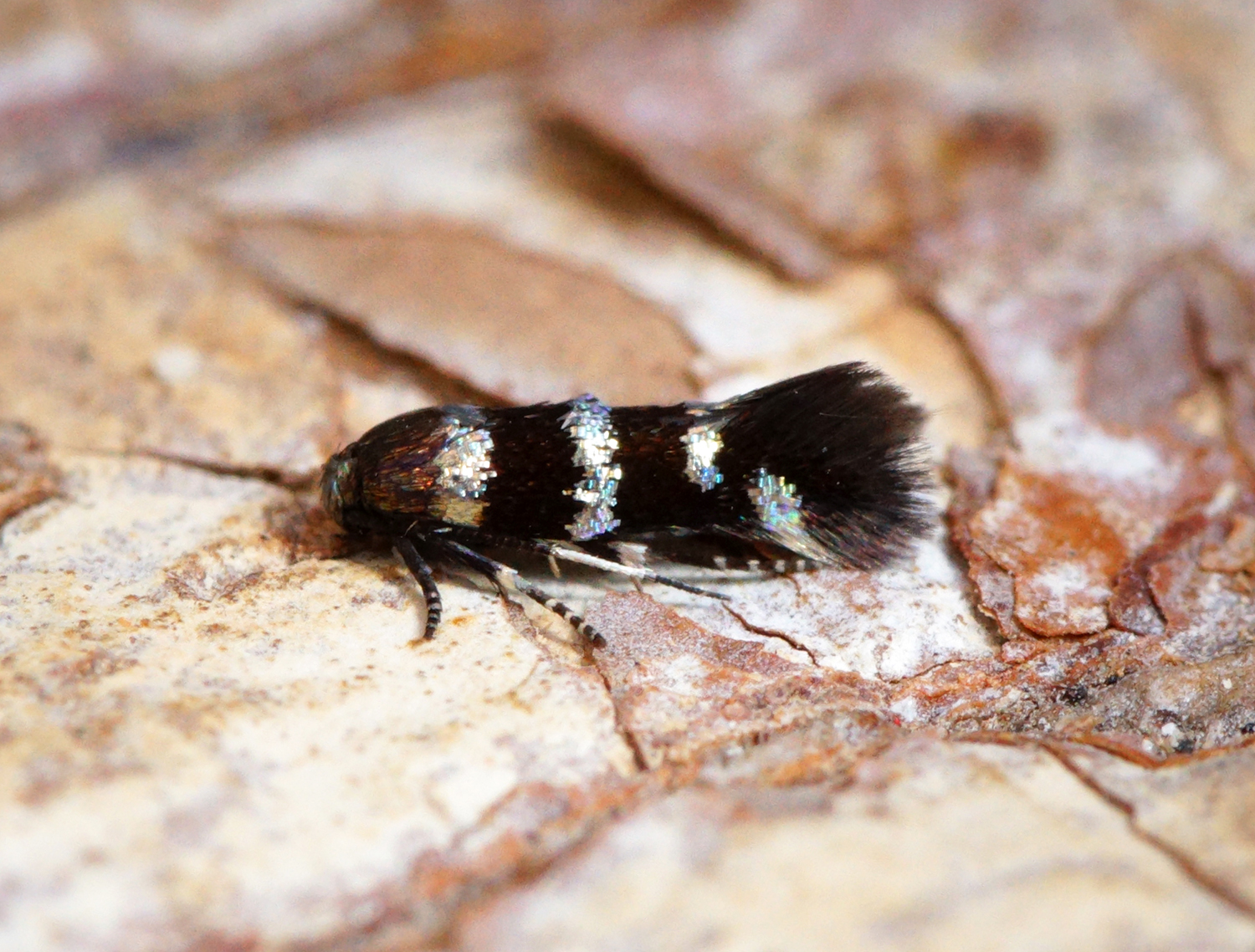
Imago Stephensia brunnichella